# Microsoft Tablet PC

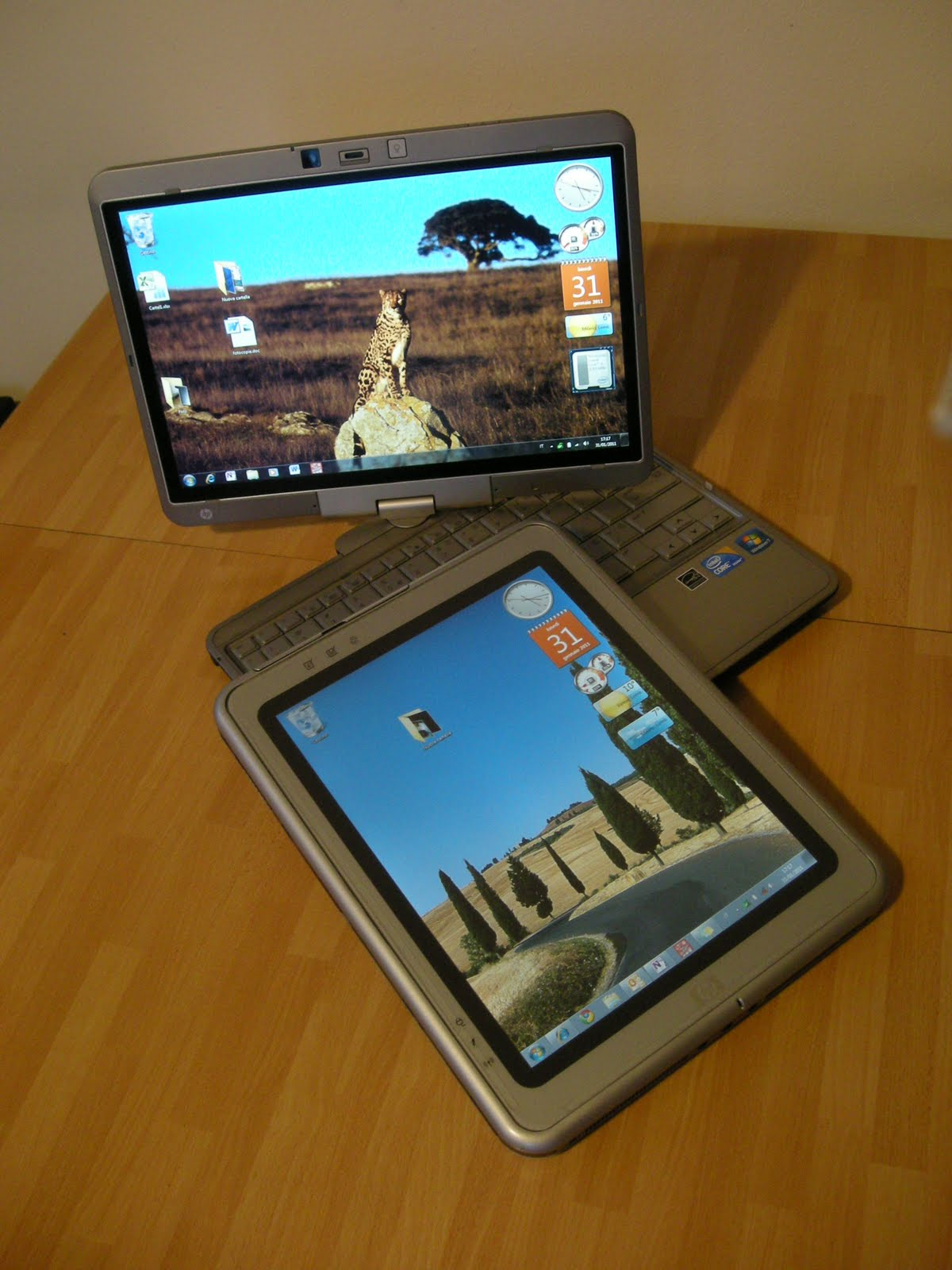
Konwertowalny tablet PC HP Elitebook 2740p i slate PC HP Compaq tc1100

Microsoft Tablet PC – termin stworzony w 2001 roku przez Microsoft dla komputerów przenośnych wykorzystujących rysik. Tablet został wyprodukowany zgodnie ze specyfikacją sprzętu opracowaną przez firmę Microsoft oraz udostępniał licencjonowaną kopię systemu Windows XP Tablet PC Edition lub jego pochodnych. 
Jest to urządzenie wzorowane na laptopach. Dodano do niego jednak cechę znaną z palmtopów – ekran dotykowy. Przekątne ekranów w tabletach są mniejsze niż w notebookach, np. 7, 8 lub 10 cali, jednakże pozostałe ich parametry (częstotliwość taktowania, wielkość RAM) dorównują notebookom. Posiada on wiele ułatwień, np. funkcje rozpoznawania pisma odręcznego, klawiaturę ekranową. Tablety PC oparte są głównie na systemach operacyjnych z rodziny Microsoft Windows lub Linux.

## Rodzaje tabletów PC
Podstawowym rodzajem tabletu PC jest konwertowalny tablet PC będący laptopem, którego ekran można obrócić a następnie złożyć, przez co uzyskuje on kształt tabletu. Istnieją także bardziej wyspecjalizowane booklet PC i zyskujące obecnie na popularności slate PC.

### Konwertowalny tablet PC

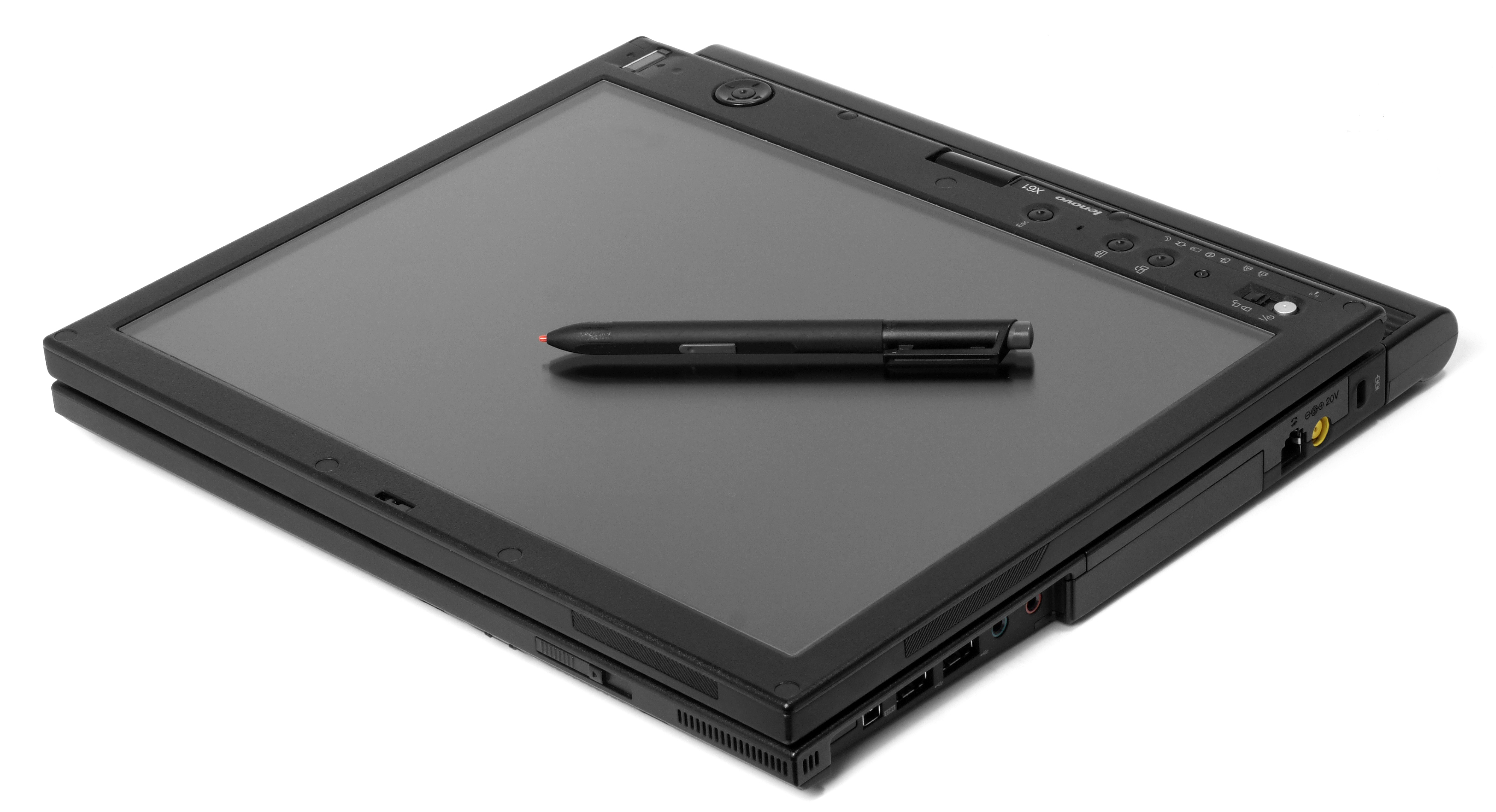
Konwertowalny tablet PC firmy Lenovo (X61)

Konwertowalne tablety PC to główny i przez wiele lat najpopularniejszy rodzaj tego typu urządzeń. Charakteryzuje się możliwością rekonstrukcji z formy laptopa do formy płaskiego tabletu i wówczas przypomina konstrukcję typu slate PC. Po zmianie konfiguracji, korzystanie z fizycznej klawiatury nie jest możliwe, użytkownik musi zatem posługiwać się klawiaturą wirtualną dostarczaną mu przez system operacyjny. 
Przewagą najnowszych tabletów, w których nie ma wmontowanej klawiatury jest bardziej kompaktowy rozmiar w stosunku do konwertowalnych tabletów PC w trybie tabletu. Jednakże to właśnie obecność zintegrowanej klawiatury i touchpada jest uznawana przez konserwatywnych użytkowników laptopów za wyższość nad tabletami pozbawionymi klawiatury.  
Jedną z najbardziej istotnych wad tej konfiguracji jest konstrukcja zawiasu łączącego ekran z dolną częścią komputera, jako iż jest on umiejscowiony na środku, a nie podwójnie po bokach. Niektórzy producenci starali się ominąć ten problem wdrażając alternatywne mocowania ekranu.

### Hybrydowy tablet PC

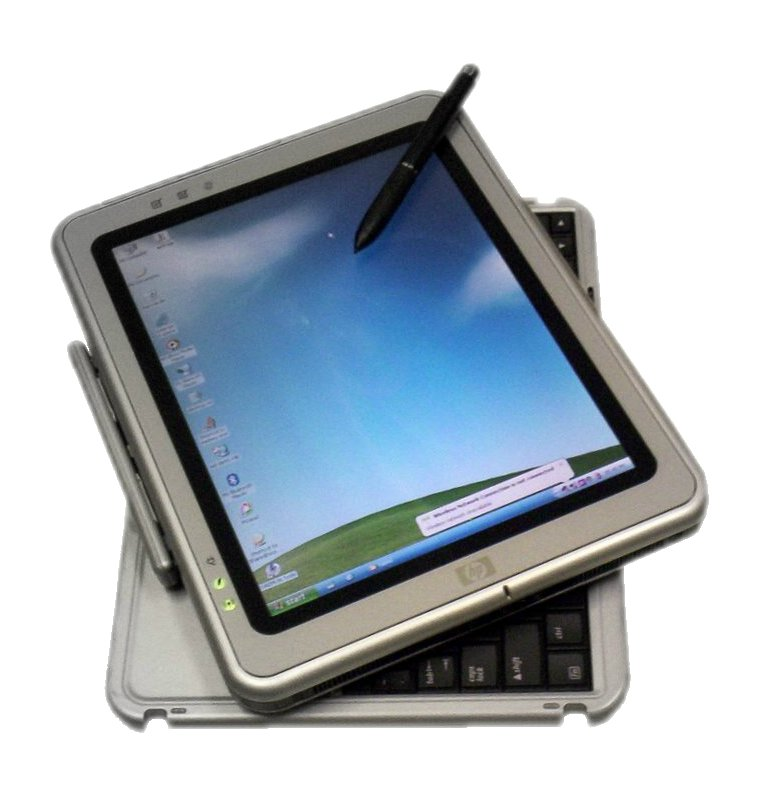
Hybrydowy tablet PC HP TC1000 z klawiaturą rotacyjną, rok 2006

Hybrydowy tablet PC, potocznie hybryda, jest konstrukcją komputera o cechach zarówno laptopa, jak i slate PC. Podobnie jak w przypadku konwertowalnych tabletów PC, użytkownicy hybrydowych odpowiedników są w stanie obsługiwać urządzenie za pomocą myszy i touchpada, a jego ekran wyłącznie za pomocą rysika.
Chociaż na pierwszy rzut oka hybrydowy tablet PC wydaje się być konstrukcyjnie niemal identyczny z konwertowalnym tabletem PC, istnieje między nimi dość istotna różnica. W tym urządzeniu wszystkie najważniejsze podzespoły mieszczą się w monitorze (podobnie jak w iMacu). Klawiatura nie jest zatem integralną częścią tego komputera. 
Zasadniczą różnicą pomiędzy hybrydowym tabletem PC a slate PC jest fakt, iż do tego rodzaju komputera podłącza się klawiaturę obrotową, zatem uzyskuje się w rezultacie komputer przypominający konwertowalny tablet PC (a nie typowego laptopa jak w przypadku slate PC). Niemniej jednak w polskiej nomenklaturze nazwa tablet hybrydowy obejmuje zazwyczaj również i slate PC z powodu małej popularności typowych hybrydowych tabletów PC, jak i faktu, iż slate PC są konstrukcjami nowszymi, mającymi w założeniu zastąpić pozostałe typy tabletów PC. Powyższą nazwę często wykorzystuje się w mediach także w odniesieniu do tabletów typu transformer niebędących tabletami PC.

### Booklet PC
Booklet PC to konstrukcja przenośnego komputera o dwóch ekranach dotykowych. Zgodnie z nazwą, ten tablet PC ma formę przypominającą książkę, zatem jego ekrany są połączone ze sobą wertykalnie. Podobnie jak w przypadku trzech powyższych rodzajów tabletu PC, tak i tutaj użytkownik obsługuje ekran dotykowy rysikiem. Booklet PC z powodu swoich słabszych w stosunku do pokrewnych urządzeń parametrów spełnia funkcje organizatora, odtwarzacza muzyki i filmów lub e-papieru. 

### Slate PC

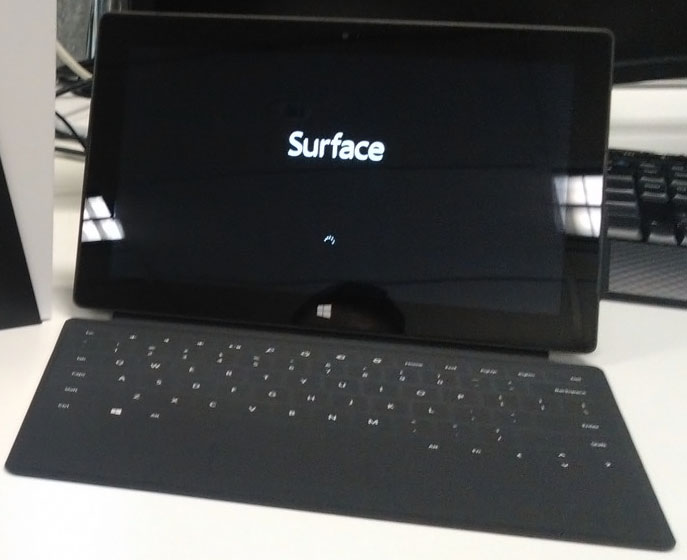
Slate PC Microsoft Surface

Slate PC jest tabletem PC pozbawionym klawiatury, przy czym istnieje możliwość jej podłączenia. Chociaż konstrukcyjnie wydaje się być tożsamy ze współczesnymi tabletami pokroju iPada, slate PC jest faktycznym komputerem osobistym typu IBM PC (tj. konstrukcją bazującą na architekturze x86) działającym wyłącznie na systemach Microsoftu, alternatywnie Linux. 
Urządzenia te powstały w odpowiedzi na słabnącą sprzedaż laptopów spowodowaną rosnącą popularnością tabletów. Ultrabooki i netbooki po koniecznym do ich użytku rozłożeniu traciły swój kompaktowy rozmiar, natomiast wciąż mało popularne konwertowalne tablety PC okazały się zbyt ciężkie do ich przenoszenia i korzystania poza domem lub miejscem pracy.
Slate PC jest następcą konwertowalnego tabletu PC. Główną cechą sprzętu jest posiadanie dotykowego ekranu, który użytkownik obsługuje bezpośrednio dłonią. Najpopularniejszym systemem operacyjnym dla urządzeń tego typu jest obecnie Windows 8. Od 2015 roku kiedy wydano Windows 10, urządzenia tego typu bazujące na tym systemie zaczęły stopniowo wypierać tablety z Windows 8. 
Slate PC produkują obecnie najwięksi producenci komputerów, tacy jak: Acer, Asus, HP, Toshiba, Samsung, Sony. Przykładem tego typu komputera jest Samsung Slate PC z 2012 roku lub Microsoft Surface. Pierwszym polskim slate PC jest Goclever Hybrid. 
W polskiej nomenklaturze slate PC są bardzo często nazywane tabletami hybrydowymi, choć w nomenklaturze anglosaskiej jest to odrębny rodzaj tabletu PC.